# Trichostomum hattorianum
Trichostomum hattorianum là một loài Rêu trong họ Pottiaceae. Loài này được B.C. Tan & Z. Iwats. miêu tả khoa học đầu tiên năm 1993.